# 西四辻公業

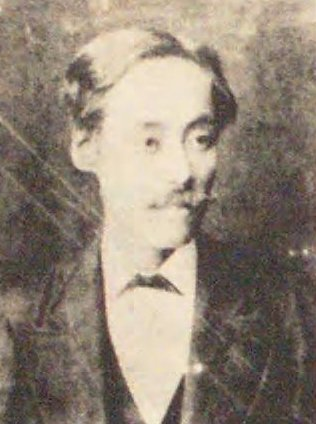
西四辻公業

西四辻 公業（にしよつつじ きみなり/きんなり、天保9年3月5日〈1838年3月30日〉 - 明治32年〈1899年〉10月7日）は、江戸時代後期から明治時代にかけて活躍した勤王派の公家、政治家。父は権中納言・高松公祐。西四辻公恪の養子となる。西四辻家は藤原北家閑院流四辻家の分家にあたり、家格は羽林家・新家。

## 経歴
天保9年（1838年）、二条派の歌道の宗匠家である権中納言高松公祐の子として生まれ、同じ堂上家である西四辻家の嗣子として養子に入る。安政5年（1858年）、八十八卿列参に加わり、江戸幕府への外交委任を決めた勅裁の変更を求める。慶応2年（1866年）、朝政刷新を奏上。蟄居を命じられる。
明治2年（1869年）、大阪府知事となる。知事時代には教育に力を注ぎ、府内に120校以上の小学校をつくる方針を決定。教員不足となった大阪府は知識人である士族を中心に全国に教員を求めた。
明治15年（1882年）4月6日、板垣退助が岐阜の神道布教所の前庭で、テロリストに刺される事件（板垣退助岐阜遭難事件）が発生した際は、明治天皇の勅使として現場へ参向。4月12日、板垣を見舞い、陛下のお手許金・300円を下賜する大役に任ぜられた。
その後、侍従となり、明治天皇の歌道師範も務めた。明治17年（1884年）、子爵に列せられた。

## 栄典
- 1887年（明治20年）12月26日 - 正四位[2]
- 1888年（明治21年）12月26日 - 勲三等瑞宝章[3]
- 1889年（明治22年）11月25日 - 大日本帝国憲法発布記念章[4]
- 1896年（明治29年）12月25日 - 勲二等瑞宝章[5]